# 海南省
海南省（かいなんしょう、中国語：海南省、拼音：Hǎinán Shěng、英語:Hainan）は、中華人民共和国最南部の省。海南島と付属の島嶼からなる。略称は瓊（簡体字：琼）でかつて瓊州府が置かれていたことに由来する。省都は海口市。

## 地理

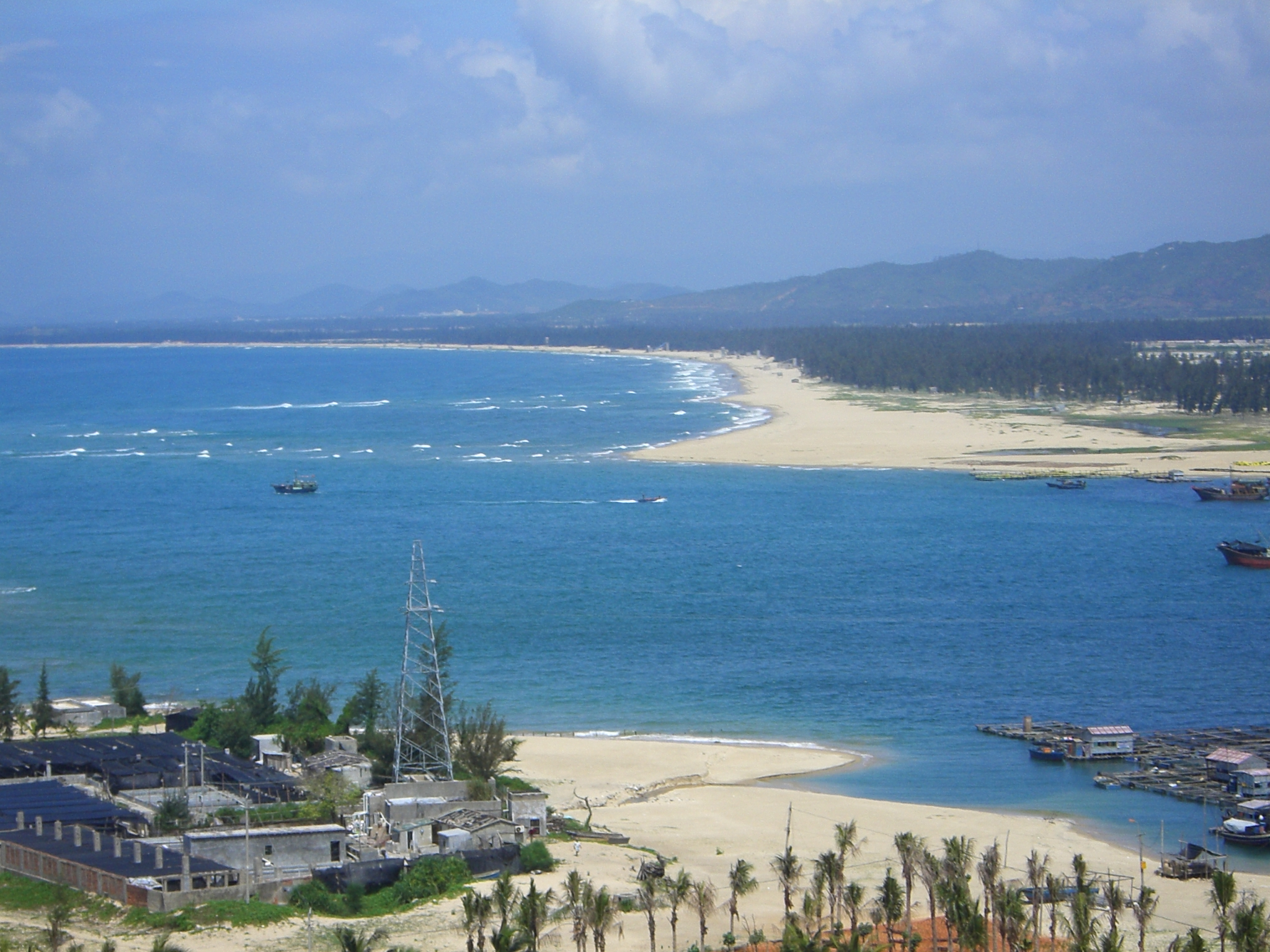
海南島のビーチ

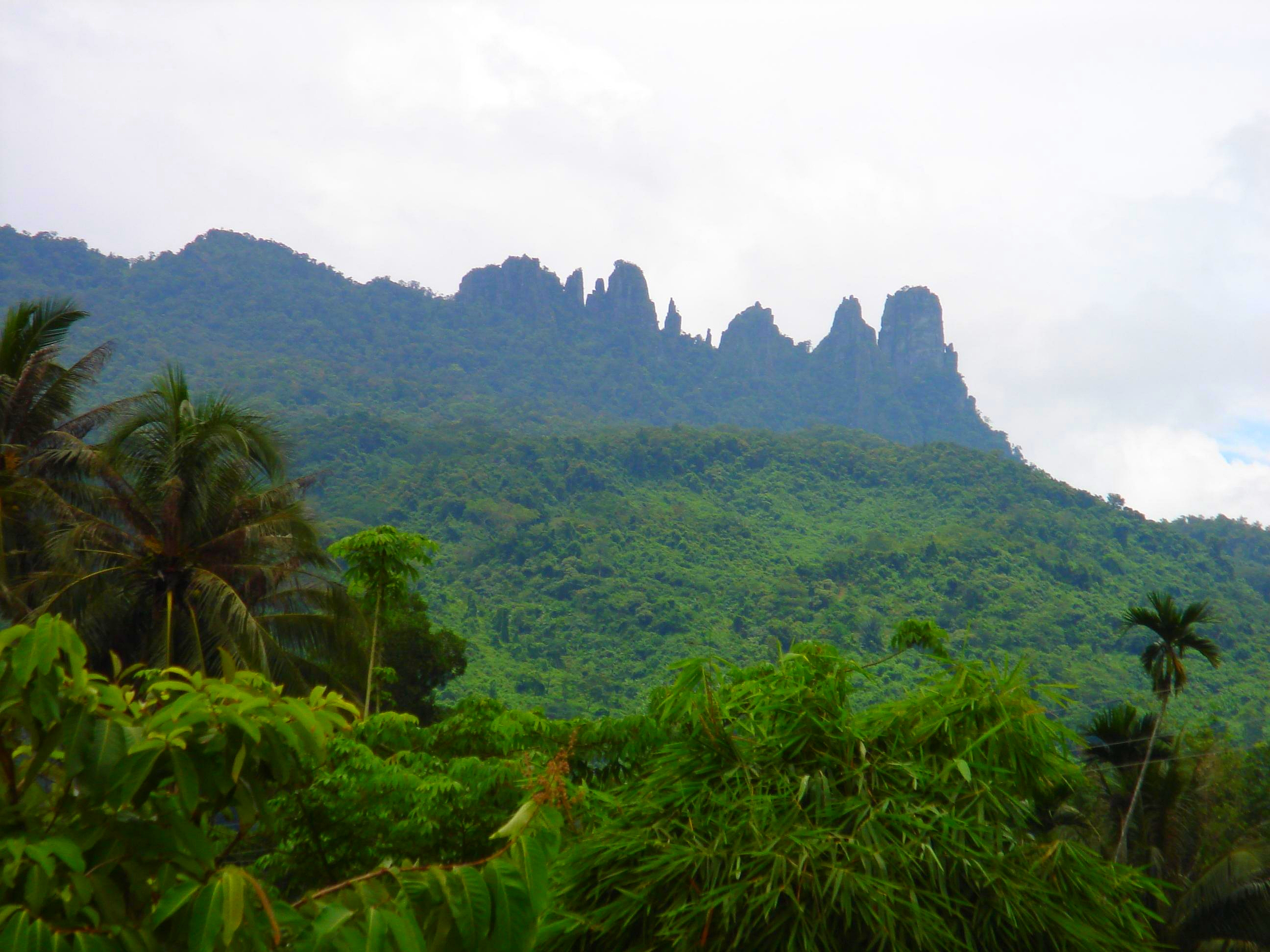
保亭リー族ミャオ族自治県の山岳地帯

中国広東省雷州半島の南に位置する海南島と南シナ海の西沙諸島、南沙諸島、中沙諸島からなる。海南島以外の所属については近隣諸国との領土問題がある。西はトンキン湾を隔ててベトナムとなる。
海南島の北部は亜熱帯、南部は熱帯に属し、バナナ、ココヤシ、コショウなどの熱帯作物の栽培が盛んである。熱帯に属する三亜市周辺の海岸は、年中海水浴に適した気候であり、俗に『中国のハワイ』ともいわれ、海浜リゾートを中心とした観光業が盛んである。瓊海市にあるリゾート地ボアオ（博鰲）では2001年以降、毎年ボアオ・アジア・フォーラムが開催されている。

## 歴史
古くから珠崖と呼ばれ、三国・呉の時代に珠崖郡が成立した。唐代の李徳裕、宋代の蘇軾などが流刑に処され、唐代には鑑真が漂着した。
1930年代、国際情勢が変動している中で、日本海軍は英国の敵性を優先に考慮し始め、陸軍や外務省の対英協調論を一蹴し、執拗なまでに海南島占領を実現し、対英戦の準備を整えた。占領中、ビルマ独立の志士アウン・サンらの軍事訓練がこの島で行われた。戦後に第二次国共内戦が起きると、中華民国の国民党政権は1949年4月に海南特別行政区を設置して内戦の反撃拠点とし、同年10月の「新中国」成立時点でもまだ海南島を占有していた。そのため、中国人民解放軍は1950年3月から海南島の制圧作戦（海南島戦役）を開始し、同年5月1日に海南島全域を占領して事実上国共内戦を終結させた。
1958年海南李とミャオ自治州が設立され、1987年に完全に廃止された。
1988年までは広東省の海南行政区となっていたが、海南島ならびにその周辺諸島が分離し、新たに海南省となる。同時に省全域が経済特区に指定された。この経済特区は中国最大の面積を有している。以後、中国各地から移住が相次ぎ、輸出加工地区として発展した。最近は観光業にも力を入れ、中国各地からの観光客のほか、国外からの観光客も訪れる。

### 年表
この節の出典

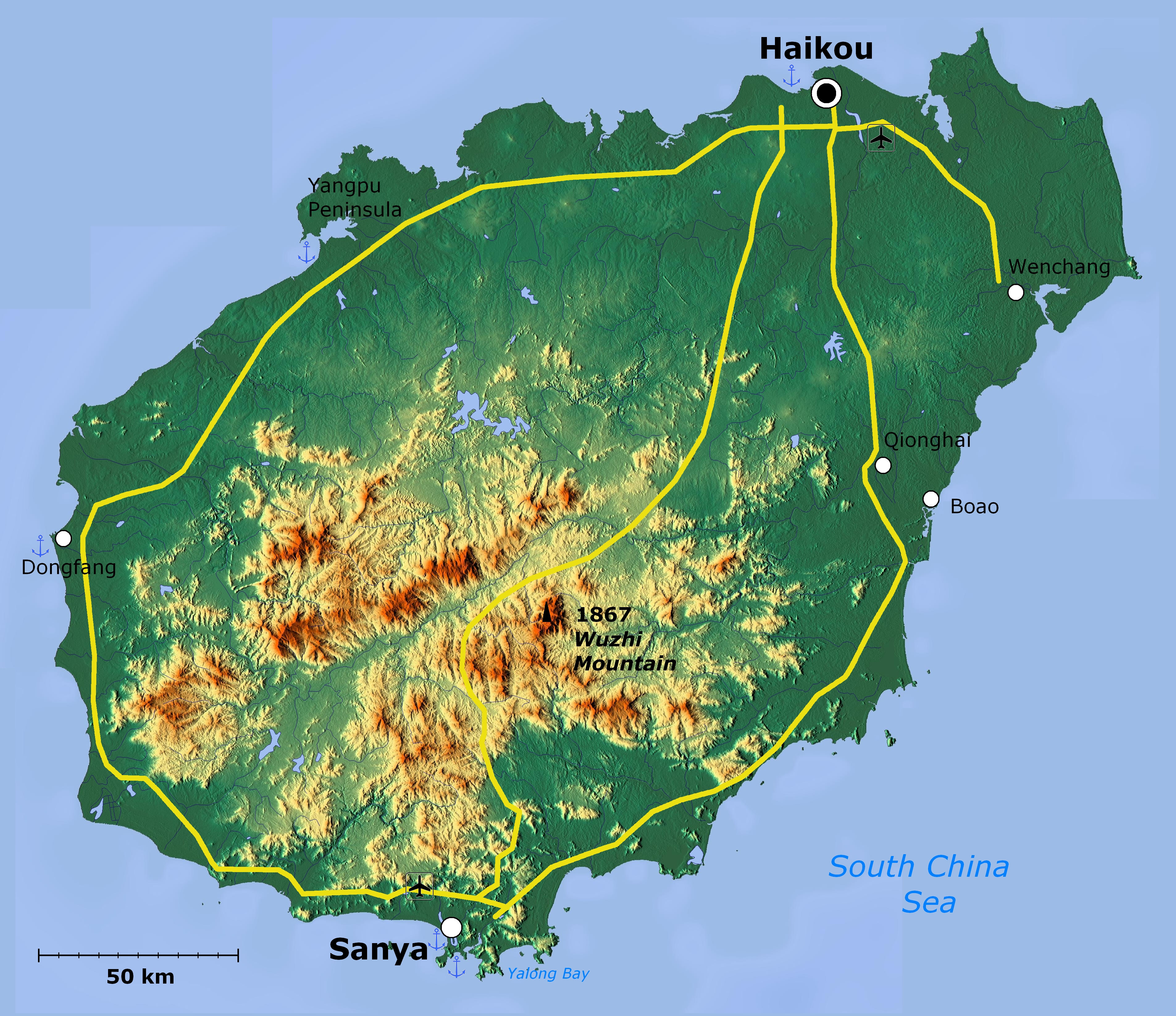
海南島の地形図

- 1988年4月13日 - 広東省海南行政区（中国語版）通什市・瓊山県・瓊海県・文昌県・万寧県・屯昌県・定安県・澄邁県・臨高県・儋県・保亭リー族ミャオ族自治県・瓊中リー族ミャオ族自治県・白沙リー族自治県・陵水リー族自治県・昌江リー族自治県・楽東リー族自治県・東方リー族自治県・海南省西沙群島・南沙群島・中沙群島弁事処（中国語版）を海南省が直轄する。(1市9県7自治県1弁事処)
- 1992年11月6日 - 瓊海県が市制施行し、瓊海市となる。(2市8県7自治県1弁事処)
- 1993年3月3日 - 儋県が市制施行し、儋州市となる。(3市7県7自治県1弁事処)
- 1993年12月 - 澄邁県の一部が海口市秀英区に編入。(3市7県7自治県1弁事処)
- 1994年1月24日 - 瓊山県が市制施行し、瓊山市となる。(4市6県7自治県1弁事処)
- 1995年11月7日 - 文昌県が市制施行し、文昌市となる。(5市5県7自治県1弁事処)
- 1996年8月5日 - 万寧県が市制施行し、万寧市となる。(6市4県7自治県1弁事処)
- 1997年3月12日 - 東方リー族自治県が市制施行し、東方市となる。(7市4県6自治県1弁事処)
- 2001年7月5日 - 通什市が五指山市に改称。(7市4県6自治県1弁事処)
- 2002年10月16日 (6市4県6自治県1弁事処)
  - 瓊山市の一部が海口市秀英区と合併し、海口市秀英区となる。
  - 瓊山市の一部が海口市新華区と合併し、海口市竜華区となる。
  - 瓊山市の一部が海口市振東区の一部と合併し、海口市瓊山区となる。
  - 瓊山市の残部が海口市振東区の一部と合併し、海口市美蘭区となる。
- 2012年6月21日 - 海南省西沙群島・南沙群島・中沙群島弁事処が市制施行し、地級市の三沙市に昇格。(6市4県6自治県)
- 2015年2月19日 - 儋州市が地級市の儋州市に昇格。(5市4県6自治県)

## 主要都市・行政区分
四つの地級市のほか、15カ所の直轄県級行政区がある（通常、中華人民共和国の行政区は、省級行政区→地級行政区→県級行政区と細分化されるが、中間の地級行政区がなく、海南省直轄の県級行政区が存在する）。
| No. | 名称                     | 中国語表記         | 拼音                             | 面積 (Km2) | 人口 (2020年) | 政府所在地 |
| --- | ------------------------ | ------------------ | -------------------------------- | ---------- | ------------- | ---------- |
| # | 海南省                   | 海南省             | Hǎinán Shěng                     | 35191.30   | 10,081,232    | 海口市     |
| 海南省の行政区画                                                                                                 |                          |                    |                                  |            |               |            |
| Map of Hainan |                          |                    |                                  |            |               |            |
| — 地級市 — |                          |                    |                                  |            |               |            |
| 1 | 海口市                   | 海口市             | Hǎikǒu Shì                       | 2289.50    | 2,873,358     | 秀英区     |
| 2 | 三亜市                   | 三亚市             | Sānyà Shì                        | 1921.50    | 1,031,396     | 吉陽区     |
| 3 | 儋州市                   | 儋州市             | Dānzhōu Shì                      | 3398.80    | 954,259       | 那大鎮     |
| 19 | 三沙市                   | 三沙市             | Sānshā Shì                       | 788.00     | 2,333         | 西沙区     |
| — 県級市 — |                          |                    |                                  |            |               |            |
| 4 | 瓊海市                   | 琼海市             | Qiónghǎi Shì                     | 1710.10    | 528,238       | 嘉積鎮     |
| 5 | 万寧市                   | 万宁市             | Wànníng Shì                      | 1901.20    | 545,992       | 万城鎮     |
| 6 | 五指山市                 | 五指山市           | Wǔzhǐshān Shì                    | 1144.30    | 112,269       | 通什鎮     |
| 7 | 東方市                   | 东方市             | Dōngfāng Shì                     | 2272.60    | 444,458       | 八所鎮     |
| 8 | 文昌市                   | 文昌市             | Wénchāng Shì                     | 2459.20    | 560,894       | 文城鎮     |
| — 県 — |                          |                    |                                  |            |               |            |
| 9 | 臨高県                   | 临高县             | Língāo Xiàn                      | 1343.30    | 420,594       | 臨城鎮     |
| 10 | 澄邁県                   | 澄迈县             | Chéngmài Xiàn                    | 2075.70    | 497,953       | 金江鎮     |
| 11 | 定安県                   | 定安县             | Dìng'ān Xiàn                     | 1196.50    | 284,690       | 定城鎮     |
| 12 | 屯昌県                   | 屯昌县             | Túnchāng Xiàn                    | 1224.00    | 255,335       | 屯城鎮     |
| — 自治県 — |                          |                    |                                  |            |               |            |
| 13 | 昌江リー族自治県         | 昌江黎族自治县     | Chāngjiāng Lízú Zìzhìxiàn        | 1620.50    | 232,124       | 石碌鎮     |
| 14 | 白沙リー族自治県         | 白沙黎族自治县     | Báishā Lízú Zìzhìxiàn            | 2115.70    | 164,699       | 牙叉鎮     |
| 15 | 瓊中リー族ミャオ族自治県 | 琼中黎族苗族自治县 | Qióngzhōng Lízú Miáozú Zìzhìxiàn | 2704.20    | 179,586       | 営根鎮     |
| 16 | 陵水リー族自治県         | 陵水黎族自治县     | Língshuǐ Lízú Zìzhìxiàn          | 1107.50    | 372,511       | 椰林鎮     |
| 17 | 保亭リー族ミャオ族自治県 | 保亭黎族苗族自治县 | Bǎotíng Lízú Miáozú Zìzhìxiàn    | 1153.20    | 156,108       | 保城鎮     |
| 18 | 楽東リー族自治県         | 乐东黎族自治县     | Lèdōng Lízú Zìzhìxiàn            | 2765.50    | 464,435       | 抱由鎮     |
| * 三沙市の一部（南沙諸島）の多くは中華民国（台湾）、ベトナム、フィリピンとマレーシアの実効支配下に置かれている。 |                          |                    |                                  |            |               |            |

## 民族

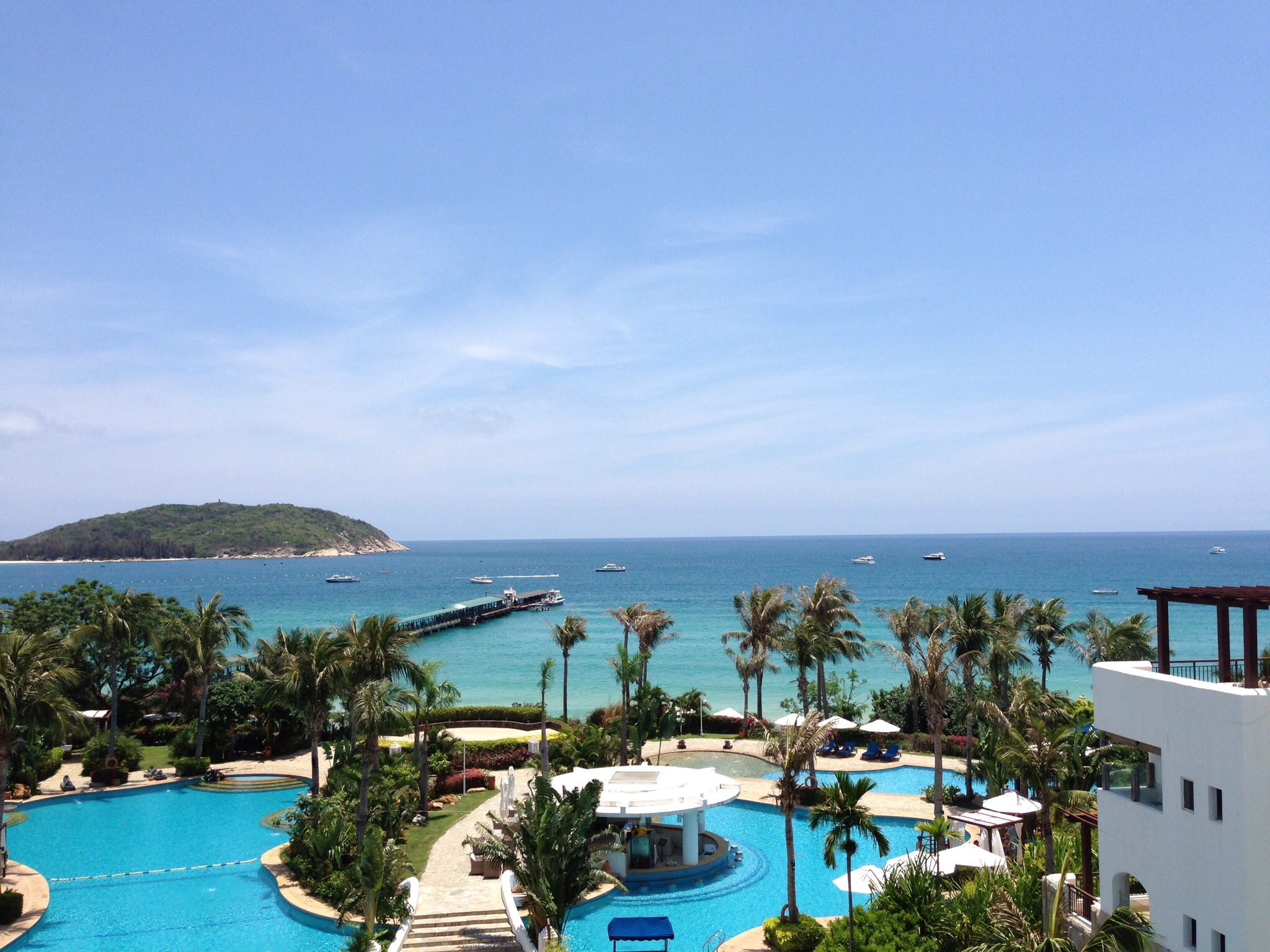
三亜のビーチサイドホリデーリゾート

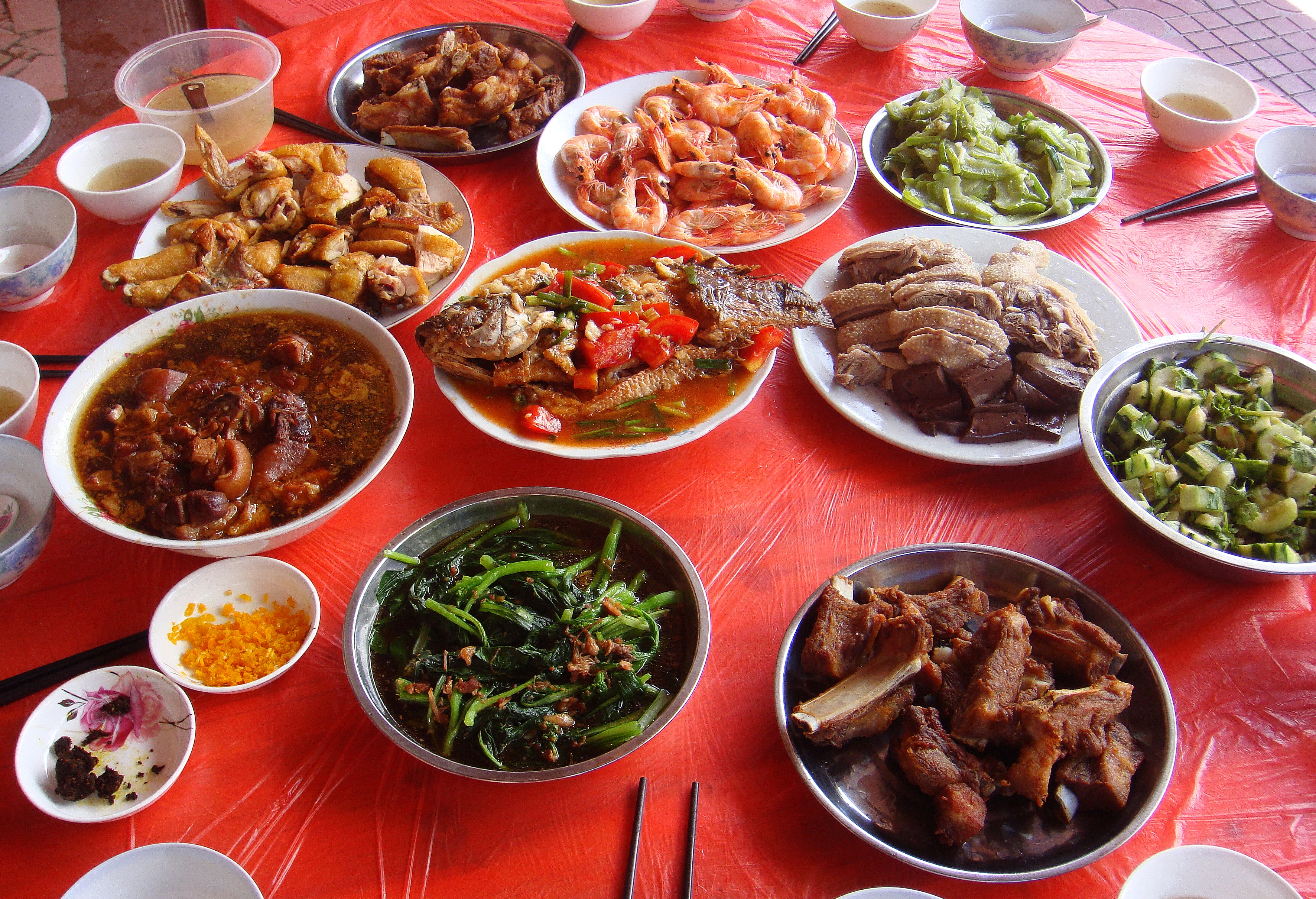
海南料理

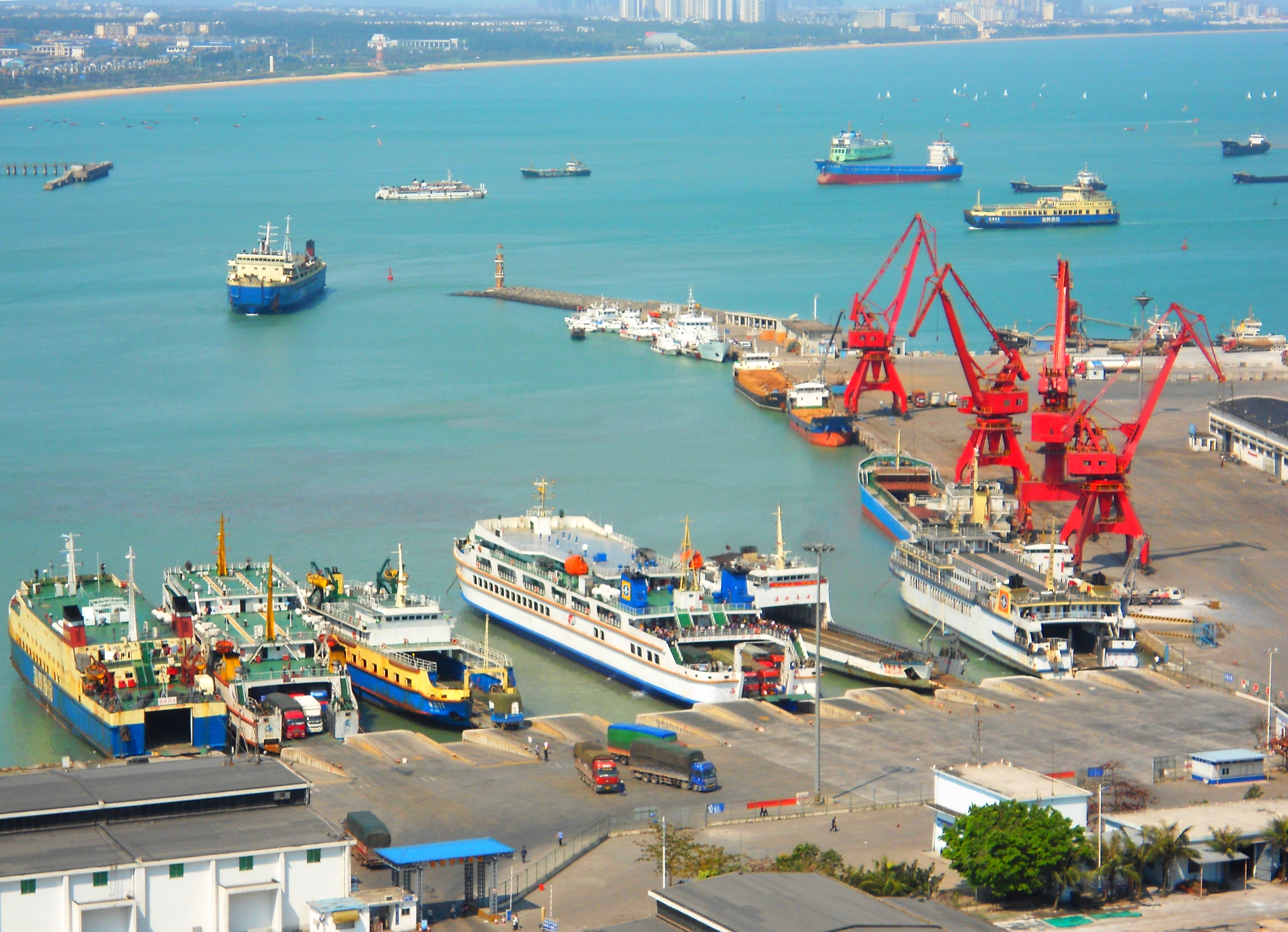
海口秀英港

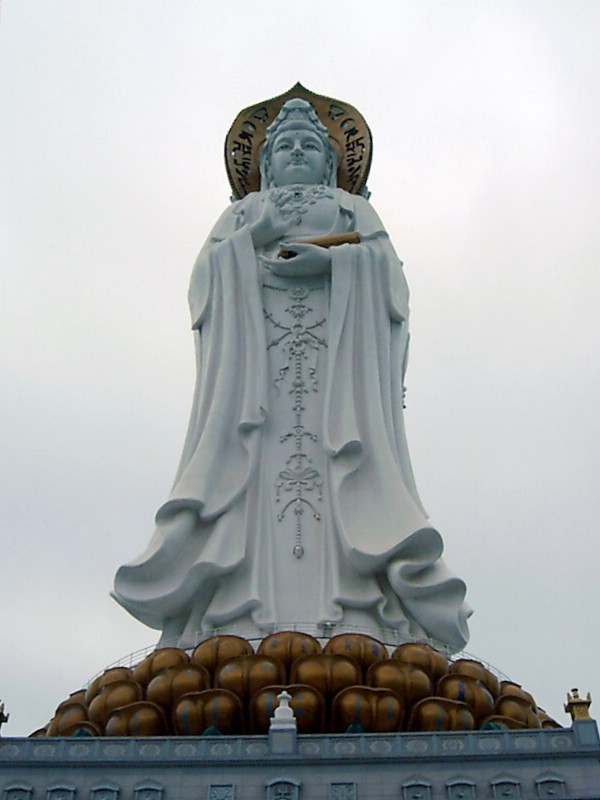
南山海上観音聖像

漢民族が大部分を占めるが、リー族（黎族）が117.2万人、ミャオ族（苗族）が6.1万人、チワン族（壮族）が5万人、回族が8,372人と続く。

## 言語
閩南語の一種である海南語を話す。この他に広東語の一種である儋州話、邁話、蜑家話と客家語、北方方言に属する軍話などの中国語の方言も話されている。
タイ語系のリー語、オンベ語（臨高話）、モー語（村話）、他にミャオ語、チワン語、回輝語の話者も少なくない。

## 軍事
海南島最南端の三亜市域内に、中国海軍の楡林海軍基地と新設龍坡海軍基地（潜水艦用）がある。省の北東部の文昌市には軍とも関係した大型ロケット発射場、文昌衛星発射場がある。
海南島事件 - 2001年4月1日、海南島周辺上空で米海軍EP-3E電子偵察機が中国軍の殲撃8II戦闘機と空中接触し、中国軍機は墜落、米軍機は救助信号を発して海南島の飛行場に緊急着陸した。

## 交通
道路には、東回りのG223国道、中央部を通るG224国道、西廻りのG225国道が北の海口市と南の三亜市を結んで、整備されている。また2011年に、海南環島高速道路が全島を廻る環状線として全線完成している。
鉄道は、大日本帝国海軍が第二次世界大戦中に作った西廻りの狭軌鉄道に沿って、標準軌鉄道で海南西環線を2005年に東方市経由で全線完成した。その後高速鉄道の東回り海南東環高速鉄道（2010開業）、西周りの海南西環高速鉄道（2015年開業）もできた。
航空には、海口美蘭国際空港、琼海博鰲博鳌空港などがある。
海路には、海口秀英港、楡林港（三亜市：民間と軍事）などがある。

## 教育
- 海南大学（海口市）
- 海南師範大学（海口市）
- 海南医学院（海口市）
- 瓊台師範学院（海口市）
- 三亜学院（三亜市）民弁本科
- 海口経済学院（海口市）民弁本科
- 海南熱帯海洋学院（三亜市）

## 観光
ボアオ海岸、南湾猿島、五指山 (海南省)、三亜市の亜龍湾、大小洞天、天涯海角、鹿回頭公園、大東海などがある。

## 出身者
海瑞 - 中国明中期の政治家。時の嘉靖帝に対して激しい直諫を行い投獄されたがのちに釈放された。清廉潔白な官僚として評価を得ている人物である。
張雲逸 - 中国人民解放軍の大将。一級八一勲章、一級独立自由勲章および一級解放勲章を受勲している。
周士弟 - 中国人民解放軍の上将（開国上将）。中華人民共和国建国後は中国人民解放軍防空部隊司令員、中国人民解放軍訓練総監部副部長兼外軍訓練部部長を歴任した。
馬化騰 - テンセントの創業者。

## 友好交流
| 友好提携·姉妹県省              | 締結時期   |
| ------------------------------ | ---------- |
| 兵庫県                         | 1990.09.28 |
| ハワイ州                       | 1992.06.30 |
| 済州特別自治道                 | 1995.10.06 |
| クリミア自治共和国             | 1996.04.15 |
| セブ州                         | 1996.06.09 |
| アラド県                       | 2000.09.27 |
| ザルツブルク                   | 2000.10.24 |
| プリンスエドワードアイランド州 | 2001.06.20 |
| 南シナイ県                     | 2002.08.03 |
| オウル                         | 2002.12.11 |
| バレアレス諸島                 | 2004.07.29 |
| 南部州                         | 2005.04.23 |
| プーケット県                   | 2005.09.25 |
| カナリア諸島                   | 2005.11.11 |
| ルブシュ県                     | 2006.02.24 |
| 東ニューブリテン州             | 2006.09.28 |
| コンポンチャム州               | 2007.03.27 |
| クアンニン省                   | 2007.04.19 |
| キンタナ・ロー州               | 2008.09.30 |
| クズロルダ州                   | 2009.07.03 |
| パラナ州                       | 2010.05.13 |
| ゴットランド地方               | 2010.11.02 |
| サルデーニャ                   | 2011.10.13 |
| バリ州                         | 2011.10.20 |
| ナンプーラ州                   | 2013.09.18 |
| ペナン州                       | 2013.10.07 |
| 南モラヴィア州                 | 2016.04.13 |
| パラワン州                     | 2017.07.24 |
| 南部諸民族州                   | 2018.06.02 |
| ヴォイヴォディナ               | 2019.03.30 |